# Lucio Fabris
Lucio Mario Fabris (* 7. November 1957 in Sudbury) ist ein kanadischer Badmintonspieler.

## Karriere
Lucio Fabris gewann in Kanada fünf Juniorentitel, ehe er 1976 erstmals bei den Erwachsenen erfolgreich war. Bei der Weltmeisterschaft 1977 wurde er Fünfter im Mixed mit Wendy Clarkson. Ein Jahr später erkämpfte er Silber mit dem kanadischen Team bei den Commonwealth Games.

## Sportliche Erfolge
| Saison | Veranstaltung                   | Disziplin    | Platz | Name                             |
| ------ | ------------------------------- | ------------ | ----- | -------------------------------- |
| 1973   | Kanada: Juniorenmeisterschaften | Mixed        | 1     | Lucio Fabris / M. Rose, ON       |
| 1974   | Kanada: Juniorenmeisterschaften | Herrendoppel | 1     | James Muir / Lucio Fabris, ON    |
| 1975   | Kanada: Juniorenmeisterschaften | Mixed        | 1     | Lucio Fabris / P. Parkes, ON     |
| 1975   | Kanada: Juniorenmeisterschaften | Herreneinzel | 1     | Lucio Fabris, ON                 |
| 1975   | Kanada: Juniorenmeisterschaften | Herrendoppel | 1     | James Muir / Lucio Fabris, ON    |
| 1976   | Kanada: Einzelmeisterschaften   | Mixed        | 1     | Lucio Fabris / Lillian Cozzarini |
| 1977   | Weltmeisterschaft               | Mixed        | 5     | Lucio Fabris / Wendy Clarkson    |
| 1977   | Weltmeisterschaft               | Herreneinzel | 33    | Lucio Fabris                     |
| 1978   | Commonwealth Games              | Team         | 2     | Kanada                           |

## Referenzen
- Bob Ferguson: Who’s who in Canadian sport, Prentice-Hall of Canada, Scarborough, 1977
- badminton.ca (Memento vom 24. Juni 2010 im Internet Archive)

| Personendaten    | Personendaten                |
| ---------------- | ---------------------------- |
| NAME             | Fabris, Lucio                |
| ALTERNATIVNAMEN  | Fabris, Lucio Mario          |
| KURZBESCHREIBUNG | kanadischer Badmintonspieler |
| GEBURTSDATUM     | 7. November 1957             |
| GEBURTSORT       | Sudbury                      |